# Scopula unistrigata
Scopula unistrigata là một loài bướm đêm trong họ Geometridae.